# آرامگاه باباقاسم
مقبره باباقاسم مربوط به سدهٔ ۸ ه‍.ق است و در اصفهان، چهار راه ابن سینا، کوچه بابا قاسم واقع شده و این اثر در تاریخ ۱۵ دی ۱۳۱۰ با شمارهٔ ثبت ۱۰۰ به‌عنوان یکی از آثار ملی ایران به ثبت رسیده است.
لازم به توضیح است که بابا قاسم پس از وفاتش در نزدیک مدرسه ای که در آن تدریس می کرد، به خاک سپرده شد. یکی از مریدانش به نام سلیمان ابی الحسین طاغوت دامغانی بر مزار او مقبره و آرامگاهی بنا نموده است.
ضمنا داخل و خارج مقبره باباقاسم با تزئینات آجری و کاشی کاری مزین شده و گنبد هرمی شکل آن یک مشخصه بارز بنا می باشد.
ضمن اینکه بابا قاسم اهل اصفهان بود. همچنان پس از چند قرن مزار او زیارتگاه مردم این شهر است. درباره كلمه بابا توضیح این نكته شایان ذکر است كه از قرن هشتم تا دهم هجری عده‌ای از عرفای صوفیه در اصفهان زندگی می‌كردند كه عنوان بابا داشته‌اند. با این وصف که این كلمه را برای احترام و بزرگداشت به نام آنها اضافه می‌كردند.
ضمنا بابا قاسم در مدت حیات در شهر اصفهان با عزت و احترام زندگی می‌كرد و در مدرسه‌ای تدریس می كرد كه در محله طوقچی به نام او ساخته بودند.
ضمن اینکه کتیبه تاریخی این سردر به خط ثلث با کاشی سفید معرق بر زمینه لاجوردی به سال 741 هجری ساخته شده و همین طور در چهار لنگه‌های مقرنس سر در مقبره به خط بنایی با کاشی معرق لاجوردی بر زمینه آجری در هر لنگه کلمه «الله» و در وسط سر در مقرنس‌ها به خط بنایی با کاشی فیروزه ای کلمه «محمد» و همین طور در نمای مقابل سر در با کاشی فیروزه ای جملات «الحکم لله الملک لله» نوشته شده است.
همچنین بر دیوار شرقی سر در بابا قاسم دو لوح سنگی قرار دارد که یکی از این دو لوح در قسمت فوقانی یک پنجره مشبک نصب شده که شامل دو حاشیه و یک متن می‌شود و عبارت حاشیه صلوات بر چهارده معصوم می باشد.